# Cireunghas (plaats)
Cireunghas is een bestuurslaag in het regentschap Sukabumi van de provincie West-Java, Indonesië. Cireunghas telt 7672 inwoners (volkstelling 2010).